# Transporte de cavalos na Idade Média
Transporte de cavalos na Idade Média foram barcos utilizados para meios efetivos de transporte de cavalos em longas distâncias, seja para guerra ou transporte geral. Eles podem ser encontrados no início da Idade Média, em tradições célticas, germânicas e mediterrâneas.

## Mundo Mediterrâneo

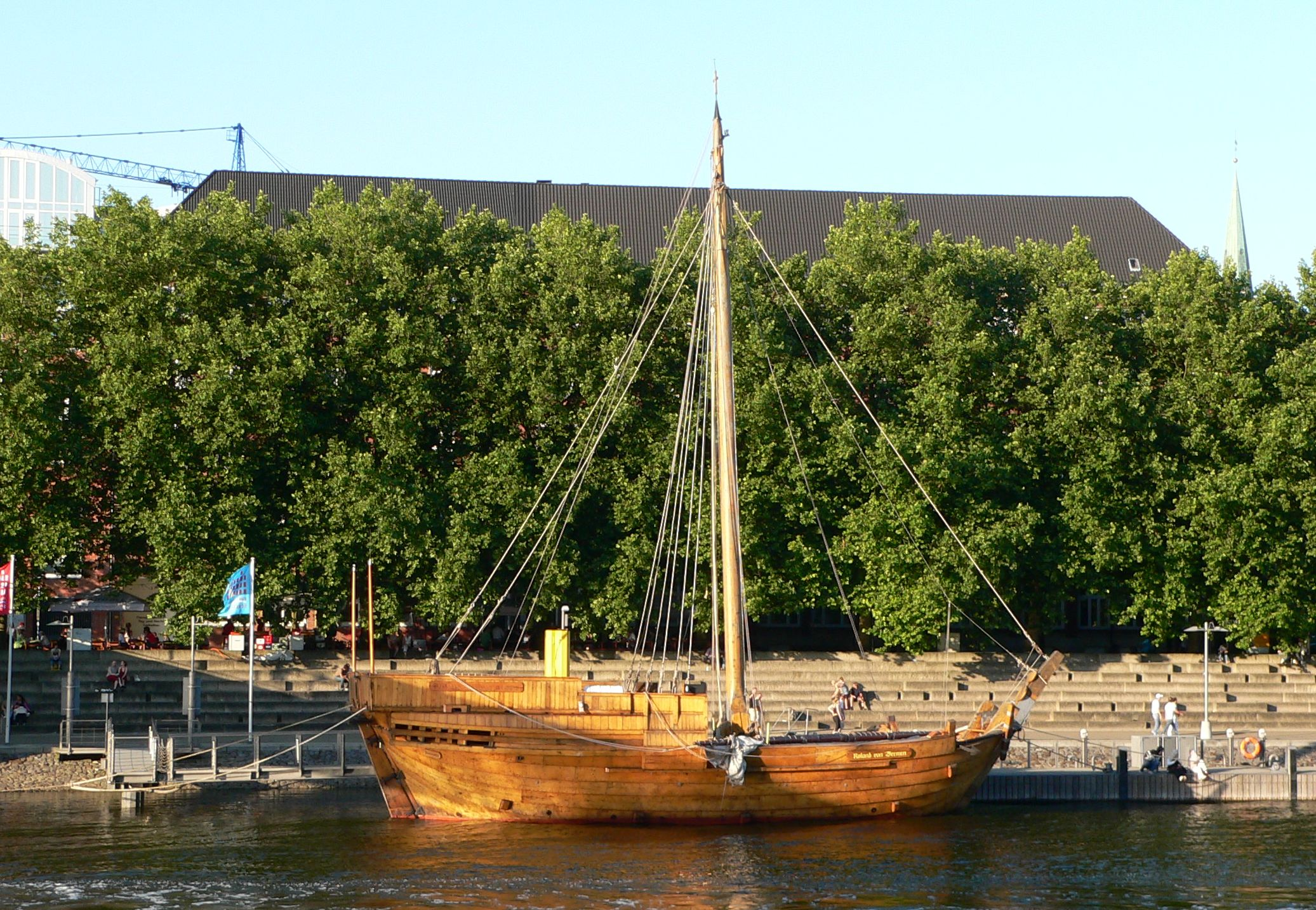
Cocas foram os principais barcos de transporte no Norte da Europa

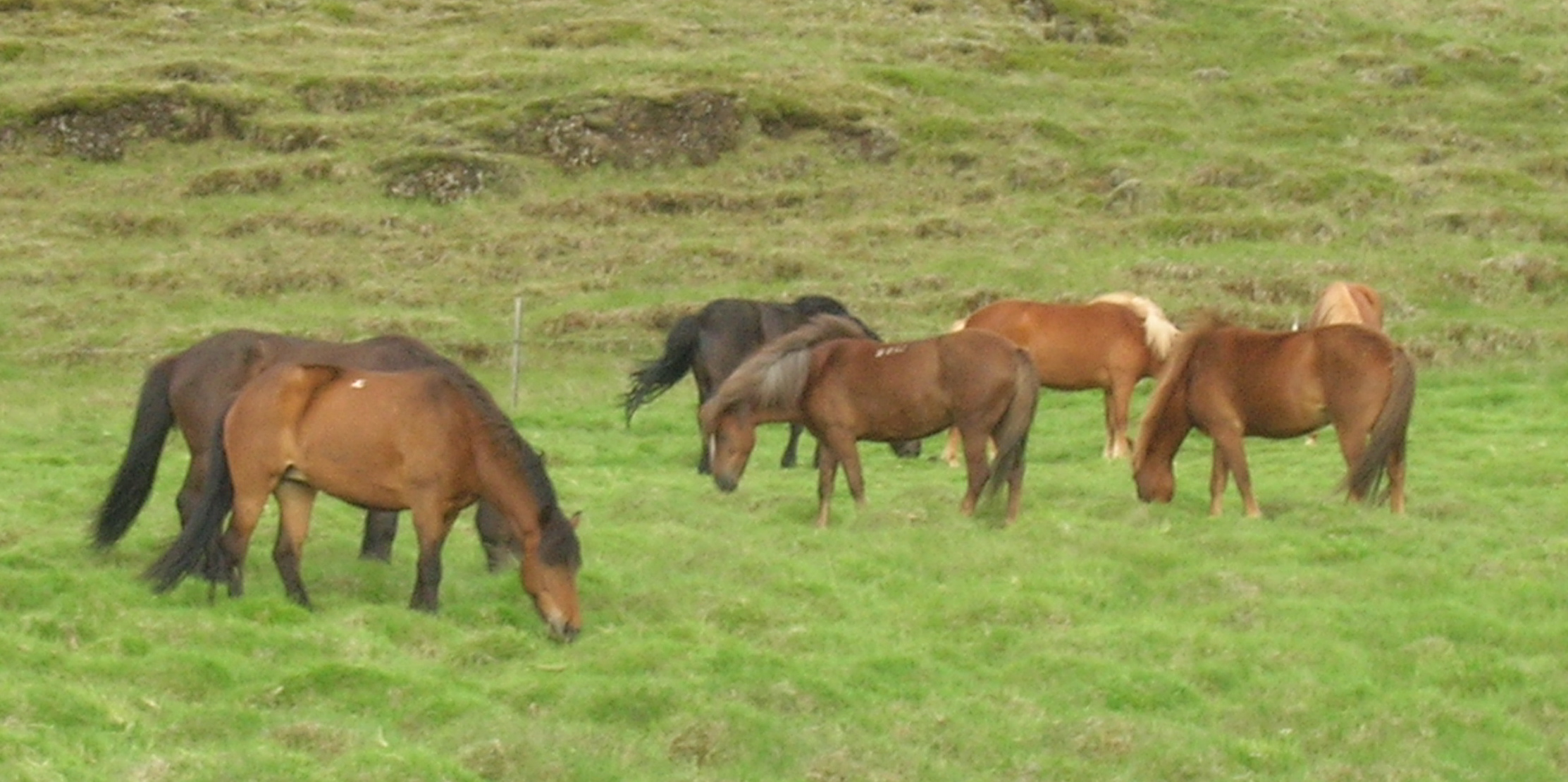
cavalos irlandeses foram transportados dracares viquingues da Islândia para seus assentamentos no século IX

Os romanos tinham desenvolvido eficientes métodos de transporte marítimo , que foram melhorados pelas nações árabes no início da Idade Média; estes transportes tornaram-se comuns na Europa a partir do século X. Transportes de cavalos podiam ser à remo ou, às vezes, à velas.
Os barcos terrados (tarides) foram capazes de serem carregados e descarregados diretamente na praia, usando portas como rampas de carga. Em 1174 uma força ítalo-normanda atacou Alexandria com 1500 cavalos transportados em 36 terradas. Especificações detalhadas dos terradas do século XIII existem, e mostram que podiam carregar 20-30 cavalos. Em terradas angevinos, os cavalos foram colocados em estábulos em grupos de três e suportados por estilingues de lona. Terradas genoveses em 1246 carregavam 150 barricas contendo 39 750 litros no total.
Transporte à vela, conhecidos como ussérios (em italiano: usciere; em francês: huissiers; em latim: usserii), também eram construídos. Estes tinham dois pavimentos e podiam transportar até 100 cavalos. Os cavalos foram carregados através de aberturas no casco, nos quais foram estão selados para a viagem. Os ussérios venezianos construídos por Luís IX em 1268 tinham 25,76 metros de comprimento, um raio de 6,1 metros e dois pavimentos com 2 mastros.

## Norte da Europa
Registros de transporte de cavalaria abundam ao longo do período, refletindo a mudança na guerra. Por exemplo, os escandinavos tinham se adaptado à tecnologia de transporte de cavalos pelo século XII, como parte de seu afastamento da infantaria tradicional viquingue. A primeira ilustração mostrando o transporte de cavalos na Europa Ocidental pode ser encontrada em representação da tapeçaria de Bayeux onde está representada a conquista normanda da Inglaterra. Este empreendimento militar particular exigiu a transferência de mais de 2000 cavalos da Normandia.
O pequeno tamanho das embarcações de transporte disponíveis e a necessidade de carregar forragem e água em todos, além das pequenas jornadas, restringiram o número de cavalos que poderiam ser carregados. Registos do século XIII mostram uma variação entre 8-20 cavalos. Em 1303 navios de transporte de cavalos entre a Escócia e Irlanda carregaram entre 10-32 animais.
A adaptação de um navio para o transporte de cavalos necessitada a instalação de estábulos de madeira ou tapumes. Registros detalhados da montagem de uma frota inglesa de 1340 mostra a criação de 418 tapumes, 413 argolas e grampos de ferro, manjedouras de lona e a criação de quatro corredores para o carregamento de 30 pés (c. 9,18 m) por cinco de largura. Registros similares de 1338 mostram 47 navios que foram equipados com 134 tonéis para levar água para os cavalos. Se os navios ingleses usavam estilingues de lona para apoiar os cavalos como praticado no contemporâneo mediterrâneo é incerto. O historiador militar Michael Prestwich especula que usaram e é apoiado pelo historiador naval Ian Friel que acredita que as referências sobre manjedouras de lona acima referidos devem realmente ser traduzidos como estilingues de lona.
O desenvolvimento e construção de transportes de cavalos para a guerra significa que manteve-se fácil transferir cavalos de criação e a compra em tempos de paz. Depois de Guilherme, o Conquistador dominar com sucesso a Inglaterra, continuou a trazer cavalos através da Normandia para fins de reprodução, melhorando o sangue dos cavalos ingleses. Na época da Guerra dos Cem Anos, o governo inglês proibiu a exportação de cavalos em tempos de crise.

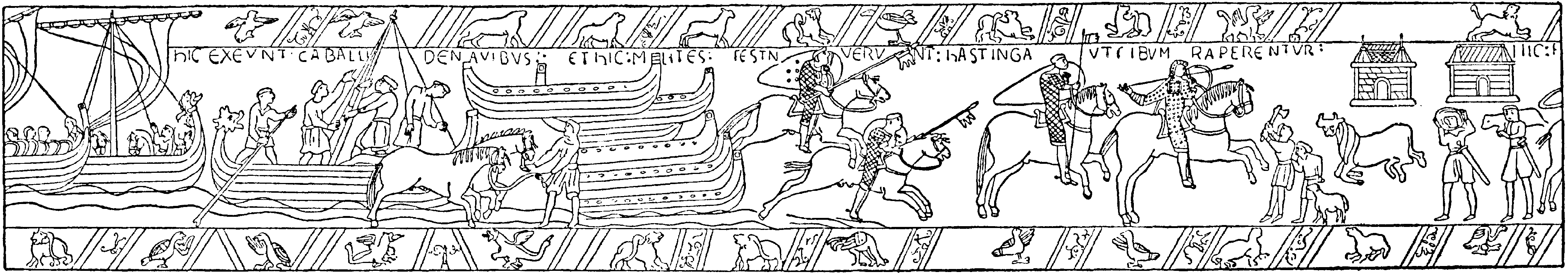
Seção da tapeçaria de Bayeux mostrando cavalos sendo carregados e descarregados durante a invasão normanda da Inglaterra liderada por Guilherme, o Conquistador em 1066. Ele trouxe mais de cavalos consigo através do canal da Mancha.